# Autoestrada A3
La Autoestrada A3 (o A3) è un'autostrada portoghese lunga 112 chilometri. Essa parte da Porto, nel nord del paese, fino ad arrivare alla frontiera spagnola presso Valença, servendo nel suo percorso anche le città di Santo Tirso, Braga e Ponte de Lima.